# Baik Hyun-man
Baik Hyun-man est un boxeur sud-coréen né le 27 janvier 1964.

## Carrière
Médaillé d'or aux Jeux asiatiques de Séoul en 1986 et de Pékin en 1990 dans la catégorie des poids super-lourds, il est médaillé d'argent en poids lourds aux Jeux de Séoul en 1988 en ne s'inclinant qu'en finale contre l'Américain Ray Mercer.

## Parcours auxJeux olympiques
Jeux olympiques d'été de 1988 à Séoul (poids lourds) :
- Bat Zeljko Mavrovic (Yougoslavie) 5-0
- Bat Maik Heydeck (RDA) par arrêt de l'arbitre au 1er round
- Bat Andrew Golota (Pologne) par arrêt de l'arbitre au 2e round
- Perd contre Ray Mercer (États-Unis) par KO au 1er round